# Ropalidia malayana
Ropalidia malayana är en getingart som först beskrevs av Cameron 1903.  Ropalidia malayana ingår i släktet Ropalidia och familjen getingar. Inga underarter finns listade i Catalogue of Life.